# سرگئی آگانوف
سرگئی کریستاپوری آگانوف (ارمنی: Սերգեյ Քրիստափորի Աղանով; روسی: Сергей Христофорович Аганов؛ زاده ۴ ژوئن ۱۹۱۷ – درگذشته ۱ فوریهٔ ۱۹۹۶) مارشال مهندسی نظامی ارمنی‌تبار اهل اتحاد شوروی بود.

## زندگی‌نامه
در ۴ ژوئن ۱۹۱۷ در آستراخان به دنیا آمد. آگانوف در جنگ زمستان و جنگ جهانی دوم شرکت جست. وی همچنین برندهٔ جوایزی همچون نشان لنین، مدال دفاع از لنینگراد، جایزه دولتی اتحاد شوروی و نشان پرچم سرخ شد. وی در ۱ فوریهٔ ۱۹۹۶ در سن ۷۸ سالگی در مسکو درگذشت و در گورستان ترویکوروفسکویی به خاک سپرده شد.